# 컨테이너

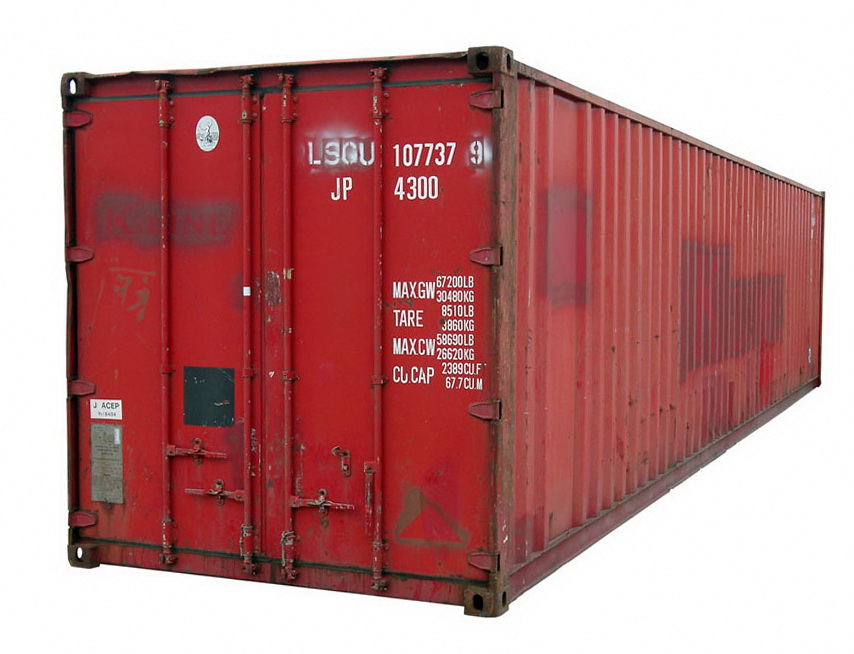
40피트 드라이 컨테이너. 직육면체 구조이며 적재후 고정이쉽도록, 또는 운송을 위하여 8개 모서리 형태 (코너 캐스팅)가 적용이 되어 있다.

협동일관용기(영어: intermodal container 인터모달 컨테이너[*])는 화물운송에 주로 시용하는, 쇠로 만든 큰 상자로, 협동일관운송에 사용될 목적으로 설계해 제조되는 표준화된 선적용기다. 한국어로는 통상 그냥 컨테이너(container)라고 한다. 영어로는 컨테이너(container), 카고(cargo), 프레이트(freight), 국제표준 컨테이너(ISO containter) 등 각종 명칭으로 통칭한다. 협동일관이란 서로 다른 운송수단, 즉 선박· 철도·트럭를 막론하고 옮겨 실을 때마다 내용물을 꺼냈다가 다시 포장할 필요 없이 이 컨테이너째로 싣고 내릴 수 있다는 의미다. 현재 협동일관운송은 전세계적으로 아주 대규모로 이루어지고 있으며, 그 중심을 이 컨테이너가 지키고 있다. 물론 그보다 작은 규모에서의 운송에서도 널리 쓰인다. 컨테이너를 운송하는 화물선을 컨테이너선이라 한다.
컨테이너는 그 종류도 다양하고 각 종류마다 표준화되어 있다. 하지만 전 세계 컨테이너의 90%는 내후성강으로 만들어 길이 20 피트(6 미터) 또는 그 두 배인 40 피트(12 미터)인 컨테이너가 차지하고 있다. 이 컨테이너를 소위 건화물(dry freight) 컨테이너, 또는 범용(general purpose) 컨테이너라고 부른다. 건화물 컨테이너의 높이는 8 피트 6 인치(2.6 미터) 또는 9 피트 6 인치(2.9 미터)이며, 그 중 후자를 하이큐브(Hi-Cube) 컨테이너라고도 한다.
2012년 기준으로 전세계에 2050만 여개의 컨테이너가 있다. 컨테이너 화물은 전통적인 개품산적화물을 크게 대체했다. 2010년 기준 전 세계 해운무역의 60%가 컨테이너 운송이다. 컨테이너로 대체되지 않은 전통 화물방식으로는 산적화물이 있다.

## 규격
형태는 보통 직육면체로 되어있고, 소유자와 연번 등을 나타내는 ISO 6346에 따른 표시가 문에 표시되어 있다.

### 크기

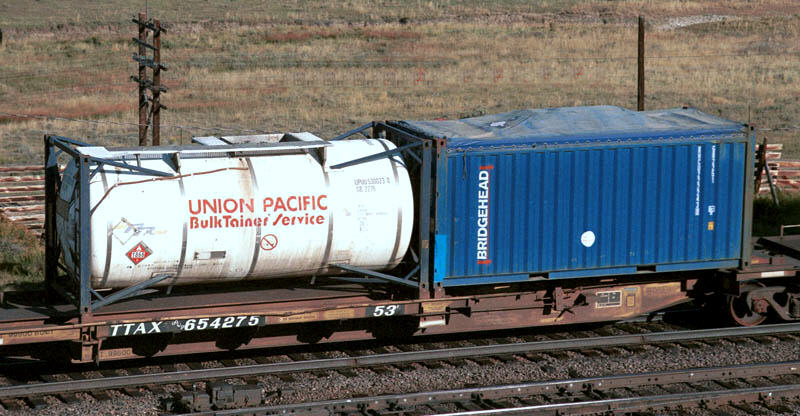
20피트 탱크 컨테이너와 천막으로 덮힌 지붕 없는 컨테이너

표준형(TEU)은 길이 20 피트 (6.1m), 폭 8 피트(2.4 m), 높이 8피트 6인치 (2.6 m)이나, 길이에 따라 40 피트(12.2 m), 40 피트 하이큐빅 (높이9피트 6인치(2.9 m)), 45 피트 (13.7 m), 48 피트 (14.6 m)와 53 피트 (6.2 m) 등이 있지만 한국에서는 도로 여건이 좋지 않아 40피트까지 운송이 많으며 45피트는 아주 가끔 운송을 한다. 45피트 이상은 운송이 힘들어 거의 사용하지 않는다. 미국에서는 48피트 53피트 운송을 하고 있다.
| 길이                     | 길이   | 폭   | 폭    | 높이 | 높이  |
| 피트                     | 미터   | 피트 | 미터  | 피트 | 미터  |
| ------------------------ | ------ | ---- | ----- | ---- | ----- |
| 10′                      | 2.991  | 8′   | 2.438 | 8'6" | 2.591 |
| 20′                      | 6.058  | 8′   | 2.438 | 8'6" | 2.591 |
| 40′                      | 12.192 | 8′   | 2.438 | 8'6" | 2.591 |
| 45′                      | 13.716 | 8′   | 2.438 | 8'6" | 2.591 |
| *1 피트 = 30.48 센티미터 |        |      |       |      |       |

### 무게
- 단위 : 톤[8]

| 종류                                                     | 규격별 | “공” 컨테이너 | “적” 컨테이너 |
| -------------------------------------------------------- | ------ | ------------- | ------------- |
| 일반 컨테이너(Standard)                                  | 20′    | 2.08 ~ 2.25   | 20.32         |
| 일반 컨테이너(Standard)                                  | 40′    | 3.88 ~ 4.05   | 30.48         |
| 하드 오픈탑 컨테이너(Hard Open Top) 지붕이 철제로 제작됨 | 20′    | 2.50 ~ 2.70   | 20.32         |
| 하드 오픈탑 컨테이너(Hard Open Top) 지붕이 철제로 제작됨 | 40′    | 3.90 ~ 4.10   | 30.48         |
| 냉동(리퍼) 컨테이너                                      | 20′    | 2.08          | 20.32         |
| 냉동(리퍼) 컨테이너                                      | 40′    | 2.91 ~ 3.09   | 30.48         |

## 용도

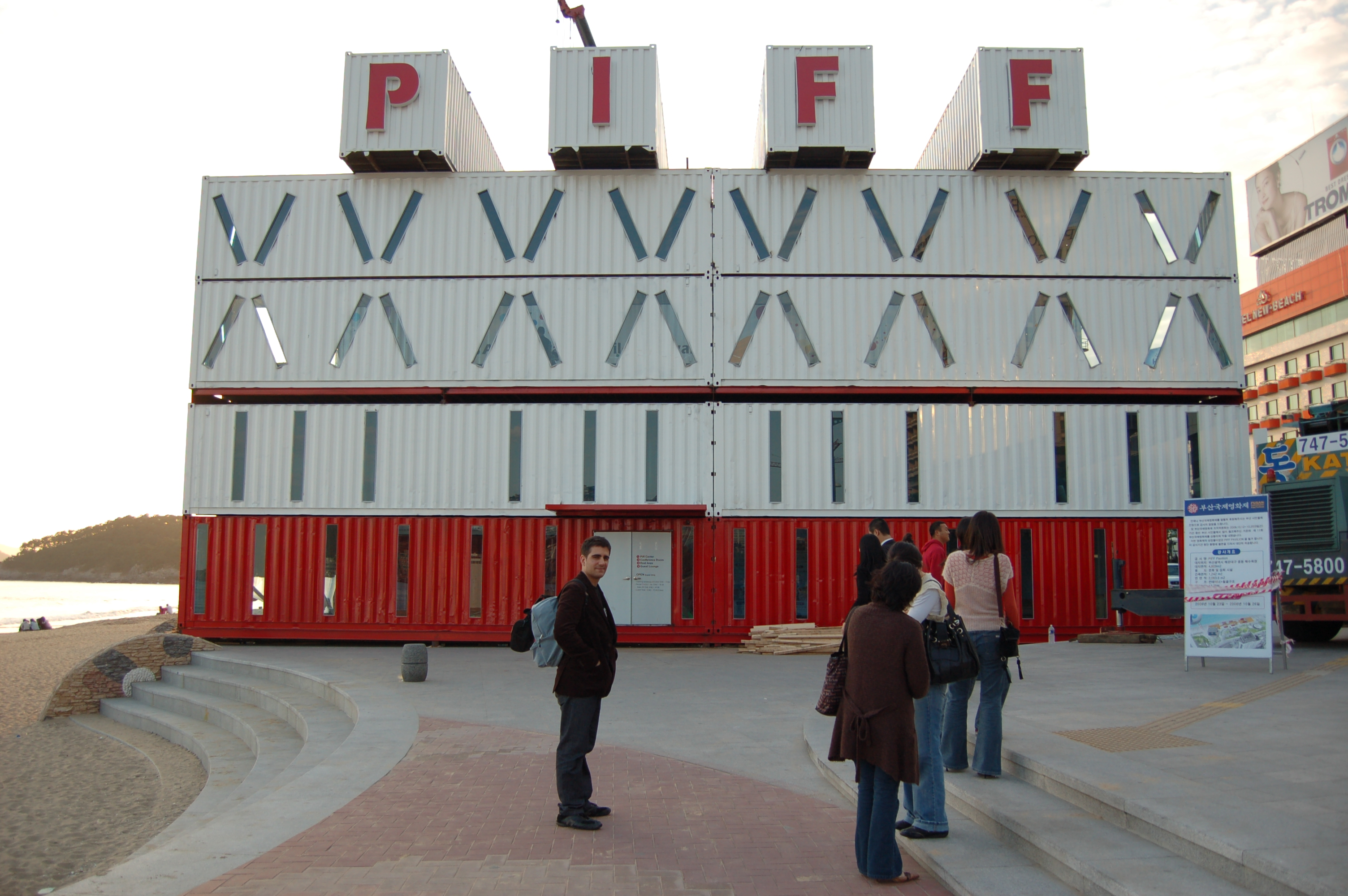
부산국제영화제 기간에만 임시로 만들어 쓰는 부산국제영화제 컨테이너 전시관 – 해운대

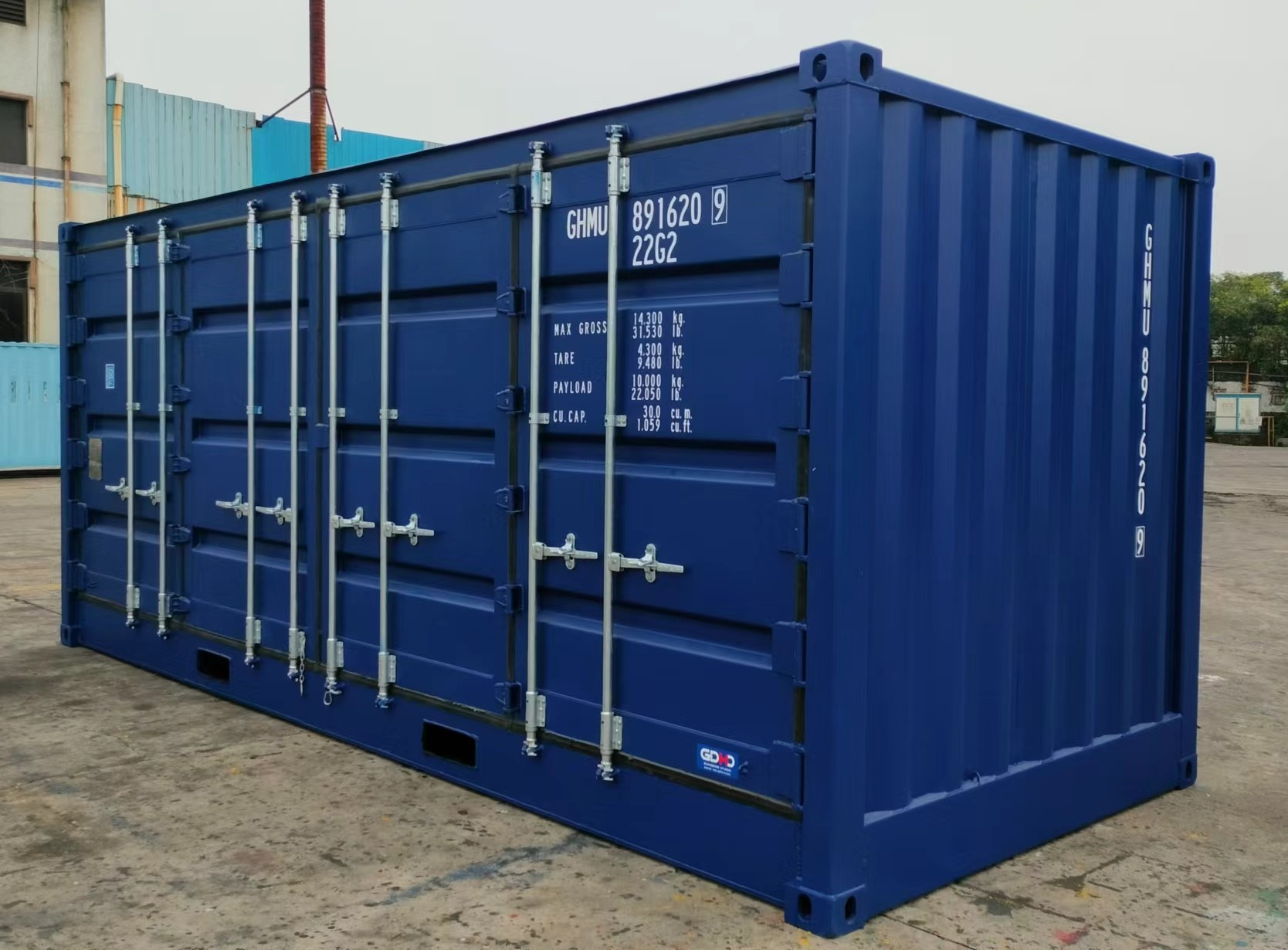
20피트 사이드오픈 컨테이너

용도에 따라 사양이 다르다.

### 일반 컨테이너(Dry container)
온도 조절기가 달려있지 않는 일반 화물의 운송에 사용하는 일발적인 수출용 컨테이너. 4면의 벽체는 강성을 주기 위하여 요철(굴곡) 형상을 적용하는게 일반적이다. 드라이 컨테이너(Dry Container)로도 불린다.

### 지붕을 열수 있는 컨테이너 (Open top)
윗 부분을 열수 있어 부피가 크거나 무거운 화물인 기계나 철강 등을 싣는 데 쓰인다. 타폴린 적용을 하면 오픈탑 컨테이너 (Opentop Container)로 불리며, 철재로 덮는 지붕으로 제작을 하면 하드오픈탑 컨테이너라고 한다.

### 사주(四柱) 컨테이너 (Flat rack container)
기둥만 남기고 4면 및 지붕이 없는, 또는 양쪽 끝단의 벽체가 있는, 또는 없을수도 있다. 사양에 따라 여러가지 종류의 FR 컨테이너가 있고, 끝단 벽체가 접혀지는, 또는 접히지 않는 사양등, 제작의 공법에 따라 종류들이 많이 있다. 적재가 어려운 또는 무거운 화물, 트럭이나 중장비, 목재류 등 여러가지 화물의 운송에 사용한다. 플랫랙 컨테이너(Flat Rack Container)로도 불린다.

### 냉동(냉장) 컨테이너 (Reefer container)
단열이 필요한 화물의 운송이나 보관을 위한 용도로 사용을 한다. 우레탄 압쿡 폼으로 단열재를 구성하며 전면부에 냉동기 부착을 하여 냉기를 품어 낸다. 전기를 필요로 하며 과일이나 냉동식품 등 온도에 민감한 화물을 주로 운송한다. 리퍼 컨테이너(Reefer container)로도 불린다.

### 사이드오픈 컨테이너 (Side Open Container)
특수 컨테이너 종류중에 하나로 길이가 긴쪽에 도어가 있어 열 수 있는 사양을 의미한다. 폭이 좁은 일반 드라이 컨테이너 (Dry container)와 달리 길이 방향에 도어를 적용하여 길이나 폭이 긴 화물의 적재를 용이하게 제작된 컨테이너이다.
통상 한쪽면에 도어 부착을 하는게 일반적이지만 양쪽면의 길이 방양에 도어 부착을 하는 경우도 있다. 아울러 폭이 좁은쪽에도 양개 도어 적용을 할수도 있으며, 3면, 4면에 도어를 부착 가능하다.
다만, 도어가 많아질수록 하부 구조가 약해지기 때문에 강도에 신경을 써서 제작해야 한다. 예를 들어 한쪽 길이 방향이 열리는게 많지만 양쪽 벽체부가 열리게 제작을 할수도 있다 (Both side open) 그리고 3면, 4면 전체가 열리게 할수도 있으며, 지붕까지 오픈이 되도록 제작을 할 수도 있다.

### 특수 컨테이너 (Special Container)
일반적인 용도 이외에 특수한 목적으로 사용하기 위하여 제작하는 통칭을 의미한다.
예) 벌크컨테이너, 참치운송용 냉동컨테이너, 오프쇼어 컨테이너 등

### 탱크 컨테이너 (Tank Container)
특수 컨테이너 종류중에 하나로 액체 또는 분말등을 운송할수 있는 탱크를 갖추고 있다. 위험물들이 많고 제작비용이 매우 비싼게 특징이다.

## 기타
최근에는 이동식 사무실이나 집 또는 세컨하우스, 전시장, 화장실 등으로 개조하거나 제작하여 사용을 하기도 한다.

## 같이 보기
- 컨테이너선